# WLB 220/230
Die Triebwagen Reihe 220 und 230 (später als Reihe 20/30 bezeichnet) waren Fahrzeuge der Wiener Lokalbahnen für den Einsatz auf der Lokalbahn Wien–Baden. Sie waren von 1927 bis 1990 im Einsatz und wurden mehrfach umgebaut, einige Exemplare sind als Museumsfahrzeuge bei verschiedenen Besitzern erhalten geblieben.

## Vorgeschichte
Nachdem die Wirren der Zeit nach dem Ersten Weltkrieg überwunden waren, stieg mit der aufstrebenden Wirtschaft auch der Verkehr auf der Badner Bahn rasch wieder auf Vorkriegsniveau. Im Zuge der weiter steigenden Auslastung ging die AG der Wiener Lokalbahnen daran, ihren mittlerweile gut 20 Jahre alten Fuhrpark zu ergänzen bzw. zu erneuern. Zudem wollte man dem nach wie vor gehobenen Publikum auf der Fahrt in die Kurstadt Baden wieder etwas Exklusives bieten, um sich gegen den steigenden Individualverkehr behaupten zu können. Schon die vorhergehende Fahrzeuggeneration von 1907 setzte durch ihre Größe und Ausstattung im Jugendstil Maßstäbe im Bau von elektrischen Triebwagen. Schließlich wurde der Grazer Waggonfabrik der Auftrag zum Bau von vorerst sieben vierachsigen „Schnellbahntriebwagen“ erteilt, wobei die Anforderungen außergewöhnlich waren: Einerseits sollte das Fahrzeug bis zu 17 m enge Radien ohne Probleme passieren können, andererseits auch bei höheren Geschwindigkeiten noch ruhig laufen. Außerdem war die Einrichtung eines Speisewagenbetriebes geplant, um den Fahrgästen eine Attraktion zu bieten. Die elektrische Ausrüstung war für Betrieb unter Gleich- und Wechselstrom auszulegen, den Zuschlag hierzu erhielt die Firma ELIN. Diese lieferte bereits die elektrische Ausrüstung für die technisch ähnlichen Triebwagen N der Wiener Elektrischen Stadtbahn.

## Technik und Ausstattung
Die Grazer Konstrukteure schufen einen 15,86 Meter langen und 2,37 m breiten vierachsigen Triebwagen mit hohem Tonnendach und relativ spitz zulaufenden Fronten. Dies war der Hüllkurve in den zu durchfahrenden engen Radien in Wien und Baden geschuldet. Der außen verblechte, hölzerne Wagenkasten war mit Winkeleisen verstärkt und ruhte auf einem Fahrgestell aus Stahlprofilen. Das hoch gewölbte Tonnendach war blechverkleidet und trug die beiden massiven, druckluftbetätigten Pantographen, die Sicherungsautomaten und Widerstände. Wie bei der vorhergehenden Wagengeneration erlaubte eine im Regelbetrieb kaum genutzte Tür in den Führerständen dem Schaffner den Übergang in den Beiwagen.
Die elektrische Ausrüstung wurde von ELIN geliefert und bestand aus einer elektropneumatischen Schützensteuerung mit zwölf Fahrstufen. Fahrschalter und Steuerung waren sehr ähnlich denen der Type N der Wiener Elektrischen Stadtbahn. Anders als bei diesen kam bei den WLB eine Vielfachsteuerung jedoch nicht zum Einsatz, man fuhr bis in die 1970er stets nur mit einem Triebwagen im Zug. Die vier je 90 Kilowatt leistenden eigenbelüfteten Fahrmotoren Type TM 90 waren federnd im Drehgestell aufgehängt und bezogen ihre Kühlluft aus je zwei in der oberen Seitenwand des Fahrzeuges eingelassenen Lüftungsschlitzen. Durch einen Nebenschluss mit Drosselspule wurden die Wendepole der Motoren für den Betrieb mit Gleich- und Wechselstrom nutzbar. Ein beiderseitiger Sécheron-Federantrieb mit gefedertem Großrad (Lamellenfederung zwischen Nabe und Zahnkranz) sorgte für erschütterungsfreies Anfahren und hohen Fahrkomfort. Die beiden Rahmenplatten-Drehgestelle besaßen gefederte Wiegenbalken und Blattfedern als primäre Federung. Gebremst wurde ausschließlich mittels der Hardy-Saugluftbremse, was mitunter in der verkehrsreichen Wiener Innenstadt zu so manchem Unfall aufgrund zu spät ansprechender Bremsen führte. Die Vakuumbremse wirkte auf alle Räder des Triebwagens, eine elektrische Bremse war nicht vorhanden. Die Höchstgeschwindigkeit betrug über Land 70 km/h, in der Stadt 50 km/h. Signale wurden auf der Stadtstrecke mittels einer Tretglocke, auf der Überlandstrecke mit einem seinerzeit üblichen Typhon abgegeben, welches mit der Abluft der Vakuumpumpe betrieben wurde. Der Innenraum war sehr elegant mit poliertem Nussholz und Spiegeln zwischen den Fenstern getäfelt, die Sitzbänke waren gepolstert und mit braunem Leder bezogen und es gab Klapptische zwischen den Sitzbänken. Große Übersetzfenster mit Spiegelglasscheiben ermöglichten einen ungehinderten Blick nach draußen. Die Griffstangen im Fahrzeug waren aus poliertem Messing. Die Sitzeinteilung war 2+1, es gab 42 Sitz- und maximal 56 Stehplätze im Wagen. Die Triebwagen waren ursprünglich lichtblau mit einem weißen Fensterband lackiert. Auf den Seitenwänden war das bereits bei der Vorgängertype zum Einsatz gekommene Jugendstil-Emblem mit dem Schriftzug „Wien“ und „Baden“ angebracht.

## „Das fahrende Kaffeehaus“
Eine besondere Attraktion war der mit den neuen Triebwagen am 1. Juni 1927 eingeführte Kaffeehausbetrieb bei täglich 36 Schnellzügen. Die Triebwagen waren hierfür mit Klapptischen ausgestattet, ferner wurde statt zweier Einzelsitze ein eleganter Büffetkasten installiert, welcher mit dem notwendigen Stauraum für Geschirr, Kühleinrichtungen für Getränke und Speisen und ferner einem elektrischen geheizten Kaffeeapparat ausgerüstet war. Ein Ober servierte an weiß gedeckten Tischen. Von typisch Wiener Kaffee und Mehlspeisen, über Eis, Sandwichs, Bier, Wein, Würstel bis hin zu Schnaps reichte das erstaunlich reichhaltige Angebot der als „Buffetwagen“ betafelten Triebwagen, welche vom Café Pöchhacker in der Wiener Kärntnerstraße bewirtschaftet wurden. Der Speisewagenbetrieb wurde von den Fahrgästen mit Begeisterung aufgenommen und von der Presse hoch gelobt, man sprach vom „fahrenden Kaffeehaus“ und verglich die neuen Fahrzeuge mit den Pullmanwagen der CIWL. Dieser erfolgreiche Buffetbetrieb wurde bis 1938 geführt.

## Betrieb und Umbauten
Im Jahr 1927 wurden die Wagen 220–227 beschafft, welchen 1928 die Wagen Nr. 230–233 folgten. Letztere waren mit 31 Tonnen Gesamtgewicht geringfügig schwerer ausgefallen.
Die Triebwagen entsprachen sehr gut und waren von Anfang an bei Fahrgästen und Personal sehr beliebt. Sie erwiesen sich zudem als äußerst robust. In der Regel wurde in Wien mit Zwei-Wagen-Zügen gefahren, im Betriebsbahnhof Wolfganggasse wurden dann von der dortigen Rangierlok bis zu zwei weitere Beiwagen angekuppelt. Sehr selten, nur bei Sportveranstaltungen in der Südstadt, wurde ab Wien-Meidling auch mit Fünf-Wagen-Zügen (Tw+Bw+Bw+Bw+Bw) gefahren. Diese Komposition brachte die Triebwagen jedoch an ihre Leistungsgrenze. In den 1960er Jahren wurden die Fahrzeuge erstmals in größerem Umfang umgebaut, die selten benützten Übergangstüren an den Führerständen wurden verschlossen und eine Chrom-Zierleiste angebracht. Die ursprünglichen Klapptüren wurden gegen gummiabgedichtete Falttüren getauscht. Einige Fahrzeuge hatten zu einem unbekannten Zeitpunkt statt den Ledersitzbänken die für Lokalbahnen typischen Holzlattenbänke erhalten. Für den Einsatz auf den Tunnelstrecken der U-Strab mussten die beiden wuchtigen ELIN-Pantographen ab 1968 gegen kleinere Siemens-Halbscherenstromabnehmer (druckluftbetätigt) getauscht werden.
Mit dem Erscheinen der „Kölner“ der Serie 11–19 begann der Stern der Serie 220 langsam zu sinken, aber noch waren die bei Personal und Fahrgästen beliebten Fahrzeuge im täglichen Verkehr unverzichtbar. Anfang der 1970er Jahre wurde ein neues Nummernschema eingeführt und die Fahrzeuge fortan als Reihe 20/30 bezeichnet. Damit ging eine großzügige Modernisierung einiger Triebwagen einher, bei welcher neue Fahrzeugfronten aus Stahl mit einer großen, ungeteilten Frontscheibe und Halbfenster eingebaut wurden. Weiters wurden eine Neuverblechung der Außenwände, Erneuerung der Innenverkleidung und eine Neuverkabelung des elektrischen Teiles durchgeführt. In den Führerständen wurden moderne Instrumente und Bedienelemente eingebaut. Um mit den zunehmend kürzeren Fahrzeiten und der Traktion (speziell im Winter) auf der Rampe zur neuen Philadelphiabrücke in Meidling fertig zu werden, erhielten einige Fahrzeuge 1981 nun eine (technisch von Beginn an mögliche) Vielfachsteuerung eingebaut. In Folge wurde meist in der Zusammenstellung Tw+Bw+Tw+Bw gefahren, bei Sportveranstaltungen auch Tw+Bw+Bw+Tw. Die Erfahrungen mit der Vielfachsteuerung waren sehr positiv und die gekürzten Fahrzeiten konnten nun bestens eingehalten werden. Mitunter wurden dabei beachtliche Geschwindigkeiten von über 80 km/h erreicht. Um einen Schaffner einzusparen, wurde in den letzten Jahren des Betriebes der „Altwagenzüge“ nur mehr in der Kombination Tw+Bw+Bw gefahren.

### Abstellung
Die zunehmende Lieferung der achtachsigen Gelenktriebwagen der Reihe 100 sowie die Einführung eines 15-Minuten-Taktes mit dem Stumpfgleis in Baden brachte schließlich das Aus für die Triebwagen der Reihe 20/30. Am 26. Mai 1989 verkehrten sie das letzte Mal planmäßig, bis Mitte 1990 gab es noch vereinzelte Einsätze als Verstärker zu Sportveranstaltungen in der Südstadt. Einige Triebwagen blieben noch als „Eiserne Reserve“ bis März 1992 in der Remise Leesdorf abgestellt, anschließend wurden die Fahrzeuge vom Gleisnetz der WLB entfernt.

## Verbleib

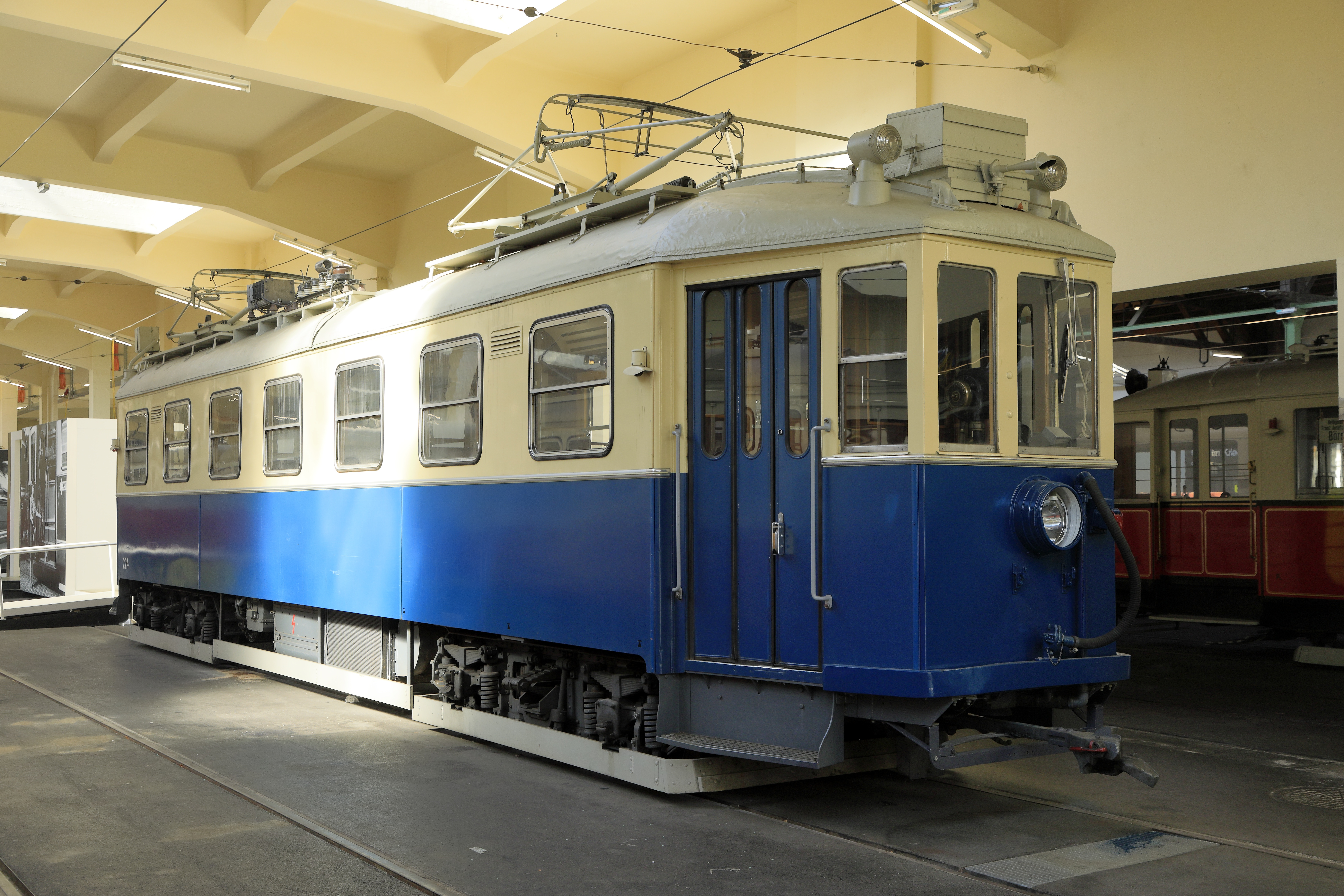
WLB 224 im Verkehrsmuseum Remise (2023)

Mehrere Triebwagen sind erhalten geblieben. Die Wiener Lokalbahnen selbst besitzen den Triebwagen 224, welcher in den letzten Jahren in den Zustand von ca. 1970 mit zwei Scherenstromabnehmern zurück versetzt wurde und mittlerweile als Leihgabe im Verkehrsmuseum Remise ausgestellt ist. Im Zuge der gänzlichen Auflassung des Nostalgie-Bestandes der WLB wurden die ebenfalls noch vorhandenen Wagen Nr. 223 und 231 (mit in einem dem Urzustand angelehnten Erscheinungsbild mit hellblauem Lack und dem Jugendstil-Emblem auf den Seiten, allerdings baulich im Letztzustand mit umgebauten Fronten und Halbscherenstromabnehmern) an den Verein Wiener Tramwaymuseum für deren Depot in Traiskirchen abgegeben. Die Museumstramway Mariazell besitzt den Wagen 230, den sie mit den WLB gegen den Triebwagen 224 eingetauscht hatte. Es ist geplant, dieses Fahrzeug wieder in den Urzustand von 1928 zurückzuversetzen. Im Freigelände des Stadtmuseums Traiskirchen in Möllersdorf steht weiters der Triebwagen 226 mit einem modernisierten Beiwagen, ebenfalls in einem dem Urzustand angelehnten Erscheinungsbild.
Einige Fahrzeuge gingen nach deren Abstellung zum Straßenbahnmuseum Amsterdam, wovon allerdings lediglich Triebwagen 220 stark umgebaut als Restaurant noch vorhanden ist.

## Bildergalerie

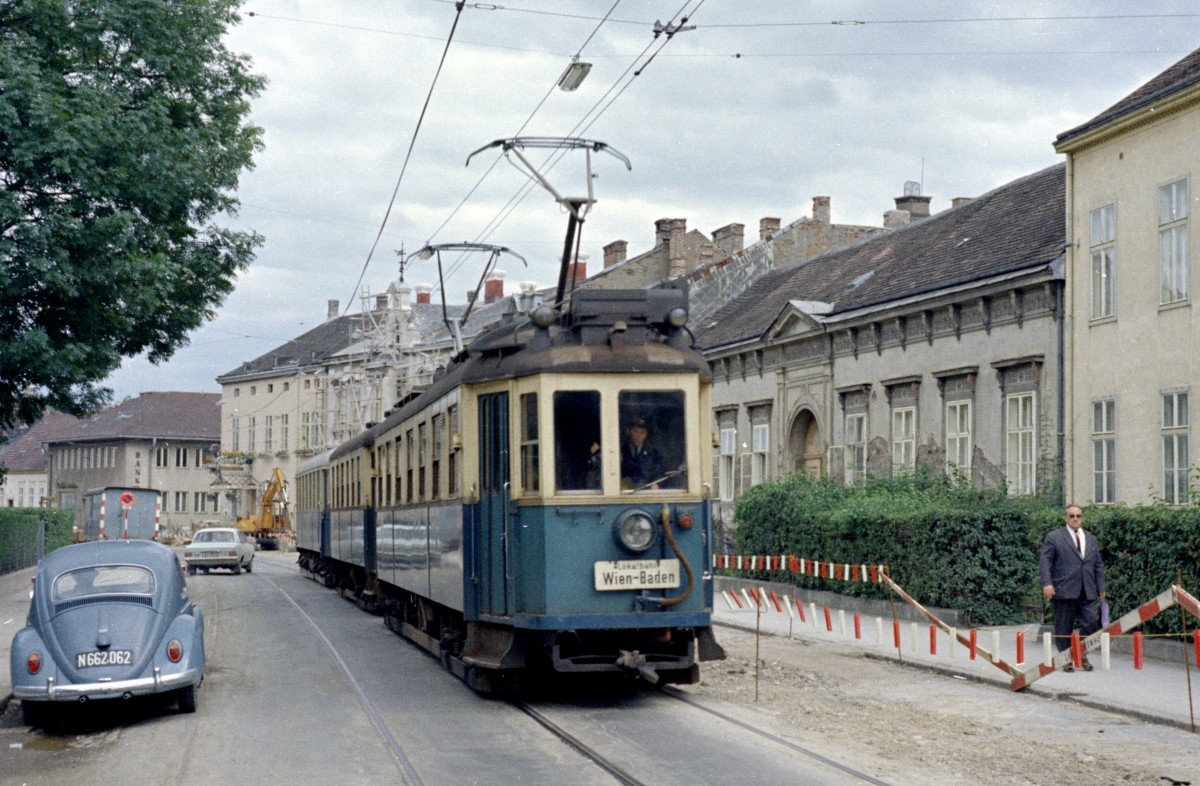
Ein Dreiwagenzug erreicht Baden bei Wien und befährt den eingleisigen Abschnitt am Kaiser Franz Joseph-Ring (1969)
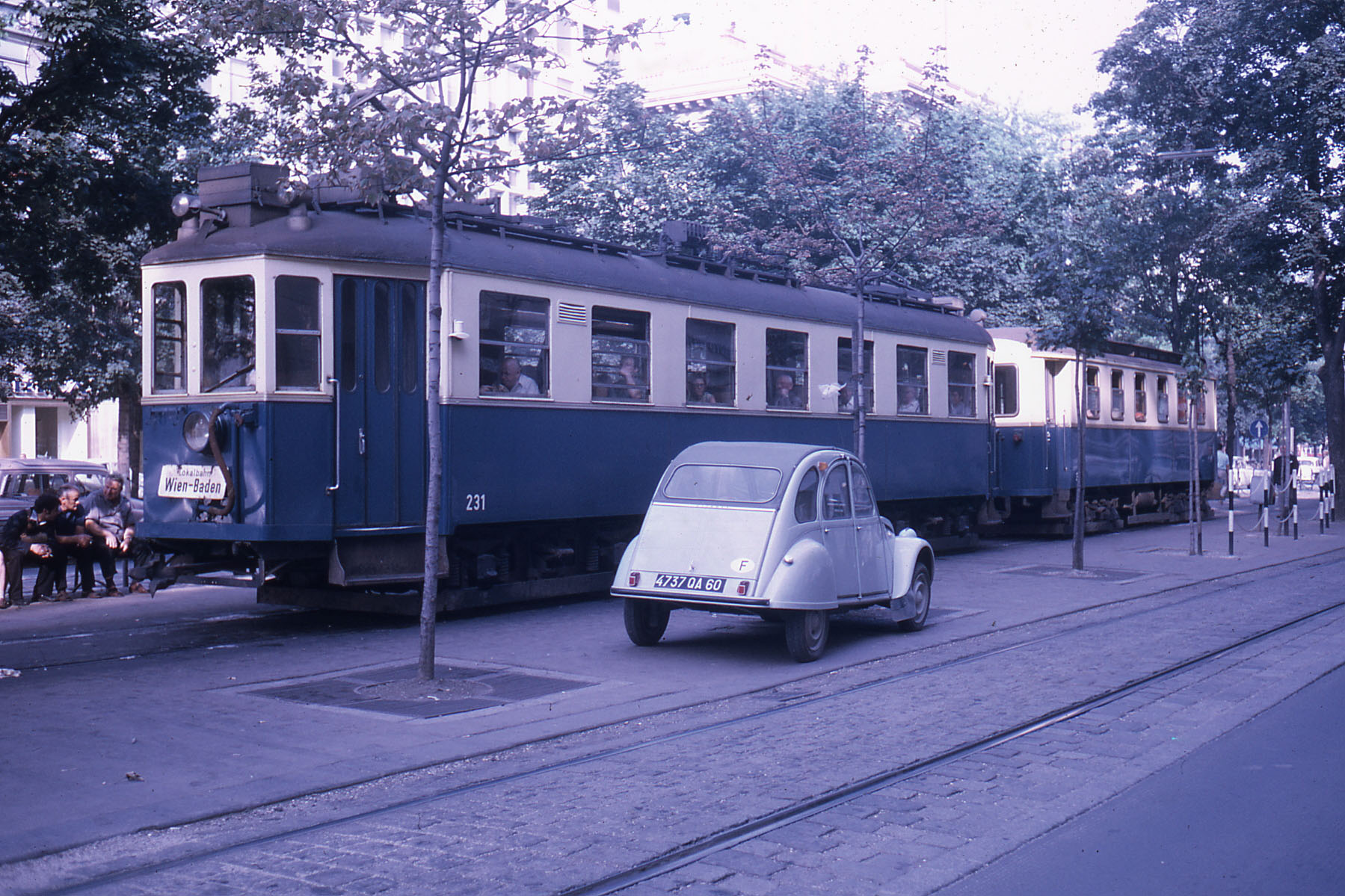
Triebwagen 231 in der Endstelle Wien Oper (1970)
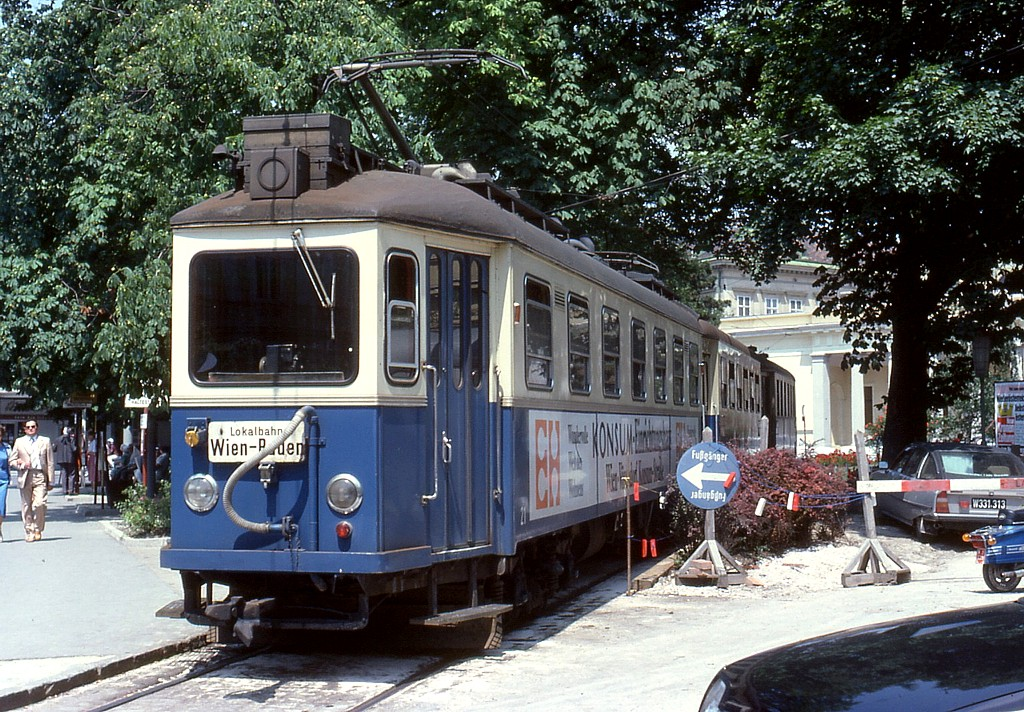
Triebwagen 21 nach der Modernisierung am Josefsplatz in Baden (Juni 1979)
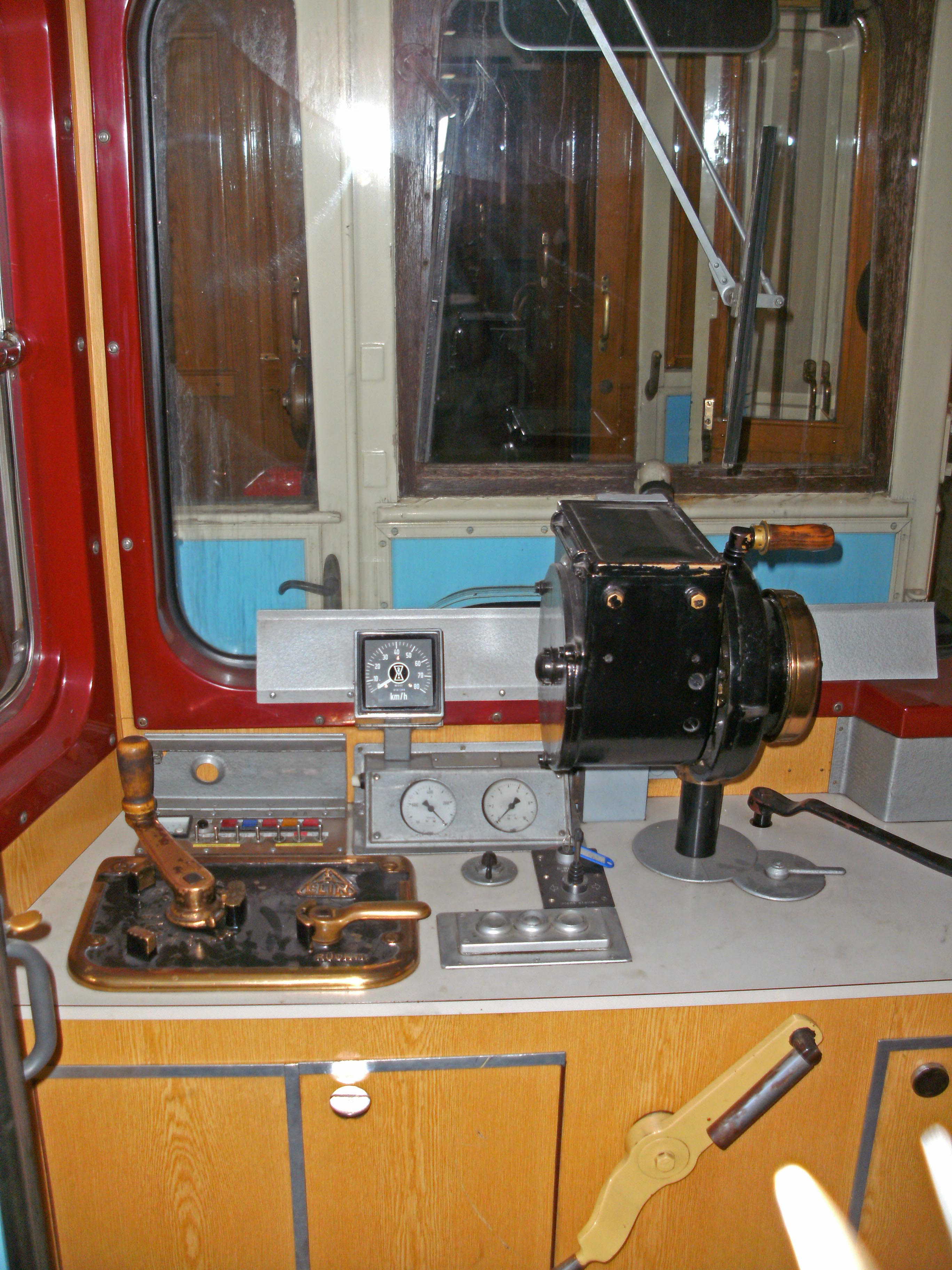
Modernisierter Führerstand mit Kontroller (links) und Bremsschieber (rechts), dazwischen Bedienelemente für Weichensteuerung und Blinker.
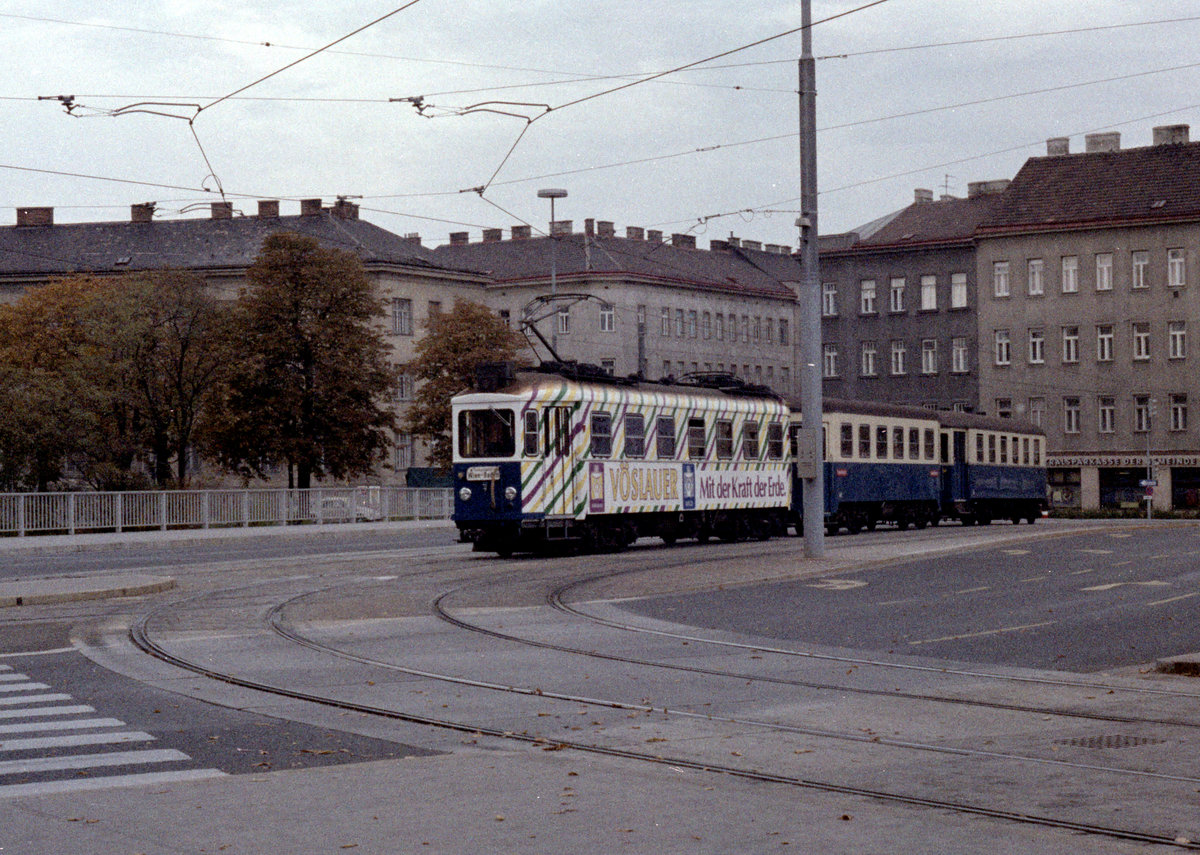
Einige Triebwagen trugen in den 1970er Jahren auffällige Werbelackierungen
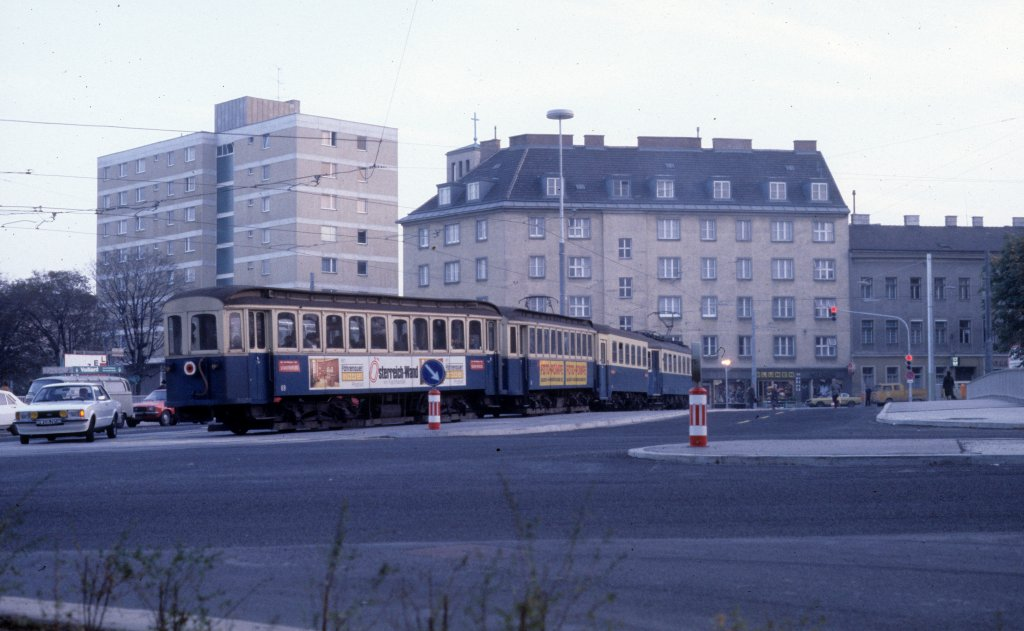
Vierteiliger Zug mit drei Beiwagen auf der Philadelphiabrücke (Oktober 1978)
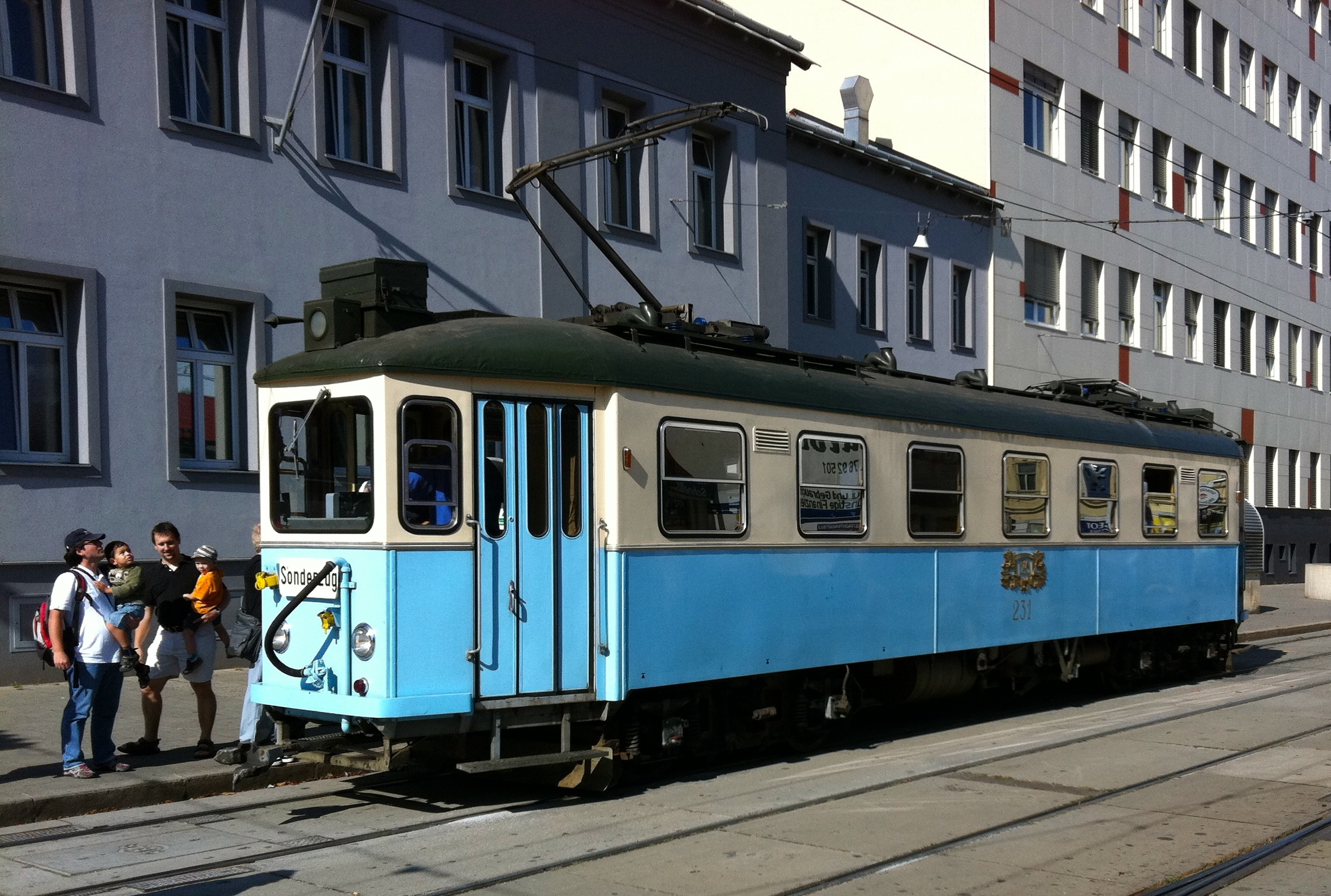
Museumstriebwagen 231 mit pseudohistorischem Lack in hellblau und historischem Emblem (2011)
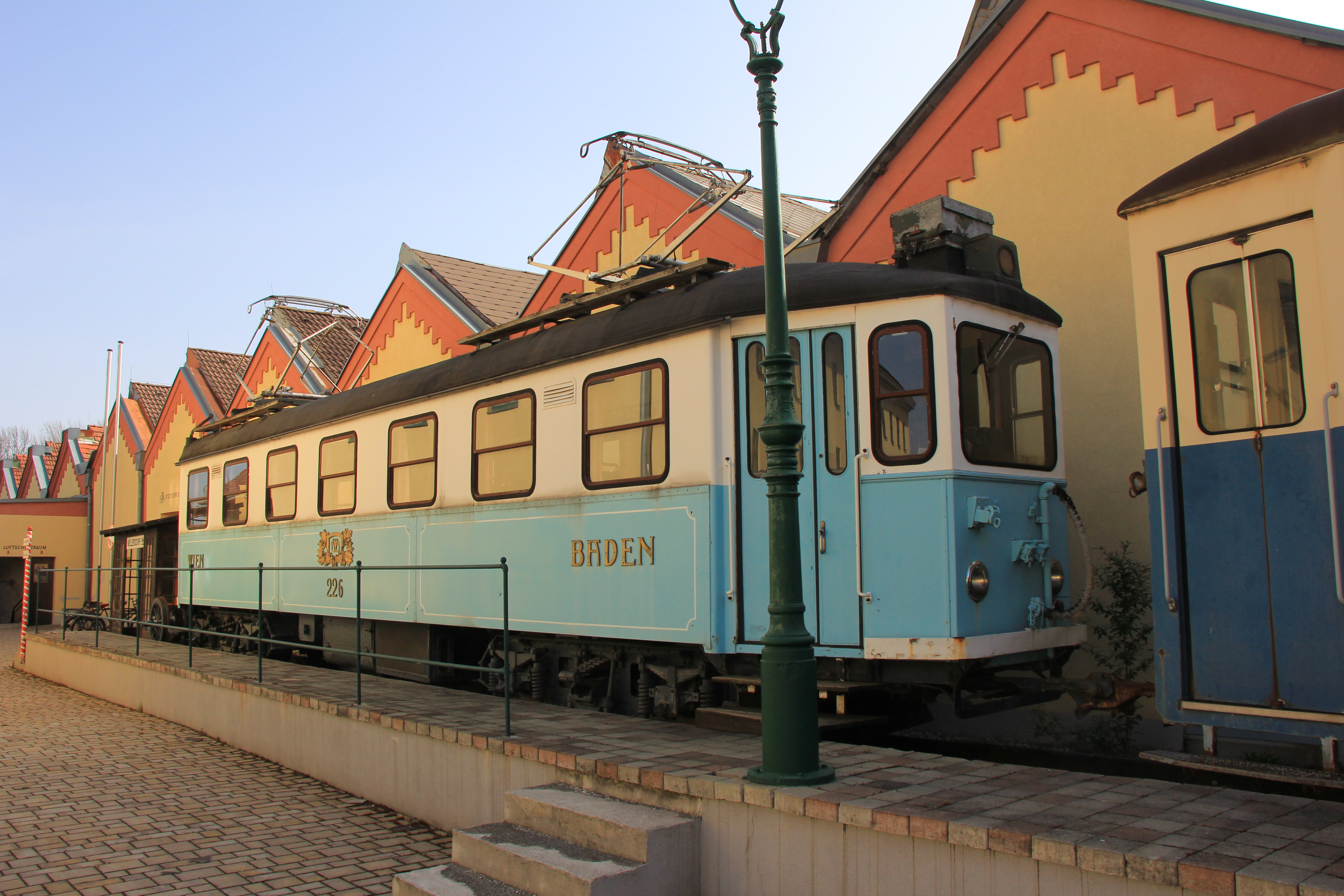
Triebwagen 226 im Stadtmuseum Traiskirchen